# Ausschuss für den Europäischen Raum für Forschung und Innovation
Der Ausschuss für den Europäischen Raum für Forschung und Innovation (European Research Area Committee, ERAC), bis 2013 Ausschuss für wissenschaftliche und technische Forschung, CREST, (frz. Comité de la recherche scientifique et technique, engl. Scientific and Technical Research Committee) ist ein Gremium, das die Europäische Kommission und den Rat der Europäischen Union bei Angelegenheiten im Bereich der wissenschaftlichen Forschung und der technischen Entwicklung berät.
CREST wurde in den frühen 1970ern durch einen Ratsbeschluss der Europäischen Gemeinschaft geschaffen. Mitte der 1990er wurde die rechtliche Grundlage für die Arbeit des Gremiums durch einen neuen Ratsbeschluss vom 28. September 1995 ersetzt.
Die Aufgaben von CREST sind:
1. Strategische Prioritäten für EU-Politiken im Bereich der Forschung und der technischen Entwicklung zu identifizieren. Die Europäische Kommission soll bei der Erstellung und Ausrichtung von EU-Forschungsprogrammen  unterstützt werden
2. Koordination zwischen der Europäischen Union und den Mitgliedstaaten im Bereich der Forschungsaktivitäten zu fördern, zur besseren gegenseitigen Abstimmung von EU-Politiken einerseits und nationalen Entscheidungen andererseits.
3. Die unabhängige Evaluierung der EU-Forschungsrahmenprogramme und der so-genannten spezifischen Programme zu überprüfen.
4. Zur Formulierung von EU-Strategien hinsichtlich internationaler Kooperationsabkommen im Bereich der Forschung beizutragen.

Die Aktivitäten von CREST gewinnen zunehmend an Bedeutung angesichts des immer höheren Stellenwerts von Forschung und technischer Entwicklung in Europa. Dies wird heutzutage als wesentliches Element für die Wettbewerbsfähigkeit Europas und das europäische Wirtschaftswachstum gesehen.
CREST soll in Zukunft in European Research Area Committee (ERAC) umbenannt werden und soll intensiver zur Weiterentwicklung des Europäischen Forschungsraumes (EFR, engl. ERA) beitragen.